# Ludwig Otto Hesse
Ludwig Otto Hesse (alemany: Otto Hesse)  (Königsberg, 22 d'abril de 1811 - Múnic, 4 d'agost de 1874) fou un matemàtic alemany. Va treballar en invariants algebraiques. La matriu hessiana i la forma canònica de Hesse li deuen el seu nom.

## Biografia
Hesse va néixer a Königsberg (avui dia Kaliningrad, a Rússia), el seu pare, Johann Gottlieb Hesse, era un home de negocis i propietari d'una cerveseria. La seva mare fou Anna Karoline Reiter. Otto va estudiar a la seva ciutat natal, a la Universitat Albertina, amb Carl Gustav Jacob Jacobi de professor. Altres dels seus professors van ser també Friedrich Bessel, Neumann i Richelot. Va obtenir el seu doctorat l'any 1840 també a la Universitat de Königsberg amb la tesi De octo punctis intersectionis trium superficierum secundi ordinis. El 1841 es va casar amb Sophie Marie Emilie Dulk, filla d'un professor de química. La parella va tenir un fill i cinc filles.
Hesse va ensenyar durant algun temps física i química a l'Escola de Formació Professional, a Königsberg, i va impartir classes a la universitat. El 1845 va ser nomenat professor associat de la universitat de Königsberg. El 1855 es va traslladar a la Universitat de Halle i l'any següent a la de Heidelberg, on va viure fins al 1868, quan finalment es va traslladar a Múnic per incorporar-se a la recentment creada Escola Politècnica. El 1869 va ser nomenat memebre de l'Acadèmia Bavaresa de les Ciències.
Va morir a Munic el 1874, però va ser enterrat a Heidelberg, seguint els seus desitjos.
Els seus treballs es centren en la teoria de les funcions algebraiques, la teoria dels invariants i la interpretació geomètrica de les transformacions algebraiques. El seu principi de transferència va permetre la incorporació de la teoria dels tensors a les matemàtiques.

## Obres
Les seves obres completes van ser publicades el 1897 per l'Acadèmia de les ciències de Baviera. Els seus llibres més notables van ser:
- Vorlesungen aus der analytischen Geometrie der geraden Linie, des Punktes und des Kreises (Lliçons sobre geometria analítica del pùnt, de la recta i del cercle) Leipzig (1865)
- Die Determinanten elementar behandelt (Determinants: un tractat elemental) Leipzig (1872)
- Die vier Species (Les quatre espècies) Leipzig (1872)
- Vorlesungen über analytische Geometrie des Raumes (Lliçons sobre geometria analítica de l'espai) Leipzig (1876)

## Referéncies
1. ↑  Noether, 1875, p. 78.
2. ↑  Agarwal i Sen, 2014, p. 261.
3. ↑  de la Puente Muñoz, 2007, p. 219.
4. ↑  Hawkins, 1988, p. 41.